# Amparo Grisales
Amparo Grisales Patiño (Manizales, 19 de septiembre de 1956), también llamada la Diva de la Televisión Colombiana, es una actriz y modelo colombiana.

## Biografía
Hija de Gustavo Grisales y Delia Patiño de Grisales, es la cuarta de cinco hermanos: Omaira, Fernando, Luz Marina y Patricia Grisales. Es prima de las también actrices Sandra Guzmán y Andrea Guzmán.
Su carrera artística inició a los catorce años con su participación en la novela Destino: la ciudad de 1970, llamando la atención por su romance con el actor mexicano Jorge Rivero y luego sus furtivos romances con Julio Iglesias, contados por ella misma en varias entrevistas televisadas. Solo se ha casado una vez, a los dieciséis años, con el pintor argentino Germán Tessarolo, varios años mayor que ella; tiempo después se separó. Sin embargo, lleva en su cédula de ciudadanía el apellido de casada «Amparo Grisales de Tessarolo». 
En los años 1980, a la par de su actuación en varias telenovelas, como El gallo de oro, Tuyo es mi corazón junto al cantante y actor Carlos Vives, Maten al león, y películas colombiana como La virgen y el fotógrafo (1983), también fue parte de varias campañas publicitarias. 
En los años 1990 apareció en las telenovelas colombianas En cuerpo ajeno escrita por Julio Jiménez. Dos mujeres junto a la también colombiana María Cecilia Botero y Carlos Mata, y La sombra del deseo junto al mexicano Omar Fierro, y en teatro con la obra Doña Flor y sus dos maridos junto a Carlos Muñoz y Yuldor Gutiérrez. 
En la miniserie Los pecados de Inés de Hinojosa, bajo la dirección de Jorge Alí Triana, tuvieron mayor impacto sus escenas de desnudo junto a la también actriz Margarita Rosa de Francisco. También protagonizó vídeos musicales para el cantante español Plácido Domingo y el cantautor colombiano Báez.
Luego de que participara en el vídeo de la canción «La flor de la canela» de Domingo en 1993, se dice que el español la convenció de que tenía una voz maravillosa, y en ese mismo año incursiona en la música con su álbum debut Seducción, en el cual se incluyeron doce canciones y se grabó un vídeo musical.
Ha aparecido en más de cien portadas de revistas a lo largo de su carrera.
En 2013 publica su primer libro titulado Mi cuerpo consciente, donde revela todos sus secretos de belleza y vida sana. En 2016 lanza su segundo libro, Mi sabia naturaleza, una guía para llevar una vida totalmente saludable con las propiedades de las hierbas y plantas.
La primera década del siglo XXI significó para Grisales su aparición en los programas de telerrealidad Protagonistas de novela 3: el juicio final, y Gran hermano, en 2004.
En 2007 protagoniza la novela Madre Luna. Escrita para ella por el escritor colombiano Julio Jiménez, realizada para Telemundo por RTI en Colombia. Telenovela ambientada en los campos de cultivo de arroz. La telenovela cuenta la historia de Alejandra Aguirre interpretada por Grisales, una madre soltera de cincuenta años.
A sus éxitos se sumó sus extensas giras con el monólogo «No seré feliz, pero tengo marido» en Colombia, Sudamérica y Estados Unidos.
En 2009 protagonizó la serie de televisión Las muñecas de la mafia de Caracol Televisión, marcando su regreso al horario central, y convirtiéndose la serie más vista en Colombia durante ese año. Allí interpretó a Lucrecia. Las muñecas de la mafia, es una respuesta femenina a la exitosa serie de televisión El cartel, pues su trama no se centra en los narcotraficantes, sino en la vida de sus mujeres y amantes. Durante 2010 Grisales realizó giras internacionales en la presentación de Las muñecas de la mafia por Estados Unidos, Perú, Panamá, Puerto Rico, entre otros. 
En diciembre de 2010, Grisales es nombrada embajadora de buena voluntad por la ONU, representando al Institución Intergubernamental para la Utilización de la Microalga Spirulina para corregir la Malnutrición (Iimsam) como observadora ante el Consejo Económico y Social de las Naciones Unidas. A nivel mundial, Grisales comparte esta responsabilidad con personalidades como Diego Maradona y Carolina Herrera.
En 2011 empieza a formar parte de los jurados en el programa de telerrealidad Yo me llamo de Caracol Televisión.

## Filmografía

### Películas
| Año  | Título                         | Personaje                           |
| ---- | ------------------------------ | ----------------------------------- |
| 2021 | El Paseo 6                     | Raquel                              |
| 2004 | La pasión                      |                                     |
| 2002 | Bolívar soy yo                 | Alejandra Barberini / Manuela Sáenz |
| 1998 | Detrás del último no hay nadie |                                     |
| 1994 | Bésame mucho                   | Gloria                              |
| 1987 | Casa de muñecas para adultos   |                                     |
| 1986 | De mujer a mujer               | Miranda                             |
| 1985 | O rei do Rio                   | Marília                             |
| 1984 | Los elegidos                   | Mercedes                            |
| 1982 | La virgen y el fotógrafo       |                                     |
| 1980 | Golpe a la mafia               | Alicia                              |
| 1980 | Tiempo para amar               | María Cristina                      |
| 1979 | Pasión por el peligro          |                                     |
| 1976 | Manuela                        |                                     |

### Telenovelas y Series
| Año       | Producción                                 | Personaje                     |
| --------- | ------------------------------------------ | ----------------------------- |
| 2025      | Cosiaca                                    | Francisca                     |
| 2017      | Sobreviviendo a Escobar, alias JJ          | Mónica Machado                |
| 2016-2017 | La ley del corazón                         | Iris Mendoza                  |
| 2009-2019 | Las muñecas de la mafia                    | Lucrecia Rivas                |
| 2007-2008 | Madre Luna                                 | Alejandra Aguirre             |
| 2007      | Decisiones - Episodio: «Amor de carretera» | Julieta                       |
| 1997      | Dos mujeres                                | Bárbara Siniestra             |
| 1997      | La invencible mujer piraña                 | Estrella                      |
| 1996      | La sombra del deseo                        | Gabriela                      |
| 1992      | En cuerpo ajeno                            | Isabel Arroyo                 |
| 1988      | Los pecados de Inés de Hinojosa            | Inés de Hinojosa              |
| 1985      | Tuyo es mi corazón                         | Salomé                        |
| 1981      | El gallo de oro                            | Bernarda Cutiño «la Caponera» |
| 1980      | Les visiteurs - Episodio: «Pirvii»         | Antonia                       |
| 1977      | Embrujo verde                              |                               |
| 1976      | La mala hora                               |                               |
| 1975      | Manuela                                    | Manuela                       |
| 1974-1975 | Antón García                               |                               |
| 1974      | Vendaval                                   |                               |
| 1973      | Caminos de gloria                          |                               |
| 1972      | La María                                   | Eloísa                        |

### Teatro
| Año       | Obra                             | Notas                                        |
| --------- | -------------------------------- | -------------------------------------------- |
| 2017-2019 | ¨En cuerpo y alma¨ Me ericé      | Ella misma                                   |
| 2008-2012 | No seré feliz, pero tengo marido | Monólogo, interpreta a una mujer casada.     |
| 1989      | Doña Flor y sus dos maridos      |                                              |
| 1989      | Kundry                           |                                              |
| 1989      | Maten al león                    |                                              |
| 1987      | Casa de muñecas para adultos     | House of Dolls for Adults (Título en inglés) |
| 1987      | La espina                        |                                              |
| 1986      | De mujer a mujer                 | From Woman to Woman (Título en inglés)       |
| 1985      | Rei do Rio                       |                                              |

### Reality shows
| Año           | Producción                                | Rol               |
| ------------- | ----------------------------------------- | ----------------- |
| 2019          | La agencia: batalla de modelos            | Maestra invitada  |
| 2013          | Colombia's Next Top Model (2.ª temporada) | Juez invitada     |
| 2011-presente | Yo me llamo                               | Juez              |
| 2004          | Protagonistas de novela                   | Presentadora      |
| 2003          | Gran hermano                              | Invitada especial |

## Premios y nominaciones

### Premios Tv y Novelas
| Año  | Categoría                              | Telenovela o Serie  | Resultado |
| ---- | -------------------------------------- | ------------------- | --------- |
| 2007 | Especial                               | Diva de Divas       | Ganadora  |
| 1998 | Mejor actriz antagónica                | Dos mujeres         | Nominada  |
| 1997 | Mejor actriz protagónica de telenovela | La sombra del deseo | Nominada  |
| 1993 | Mejor actriz protagónica               | En cuerpo ajeno     | Nominada  |

### Otros premios obtenidos
- India Catalina a Mejor actriz por: Los pecados de Inés de Hinojosa.
- India Catalina a Mejor actriz principal por la película: Bésame mucho.
- Gloria de la TV.
- MARA en Venezuela: Premio especial.
- Momentos: Premio especial.